# The Last Castle
The Last Castle é um filme de drama e ação, realizado no ano de 2001 por Rod Lurie. A trilha sonora é de Jerry Goldsmith.

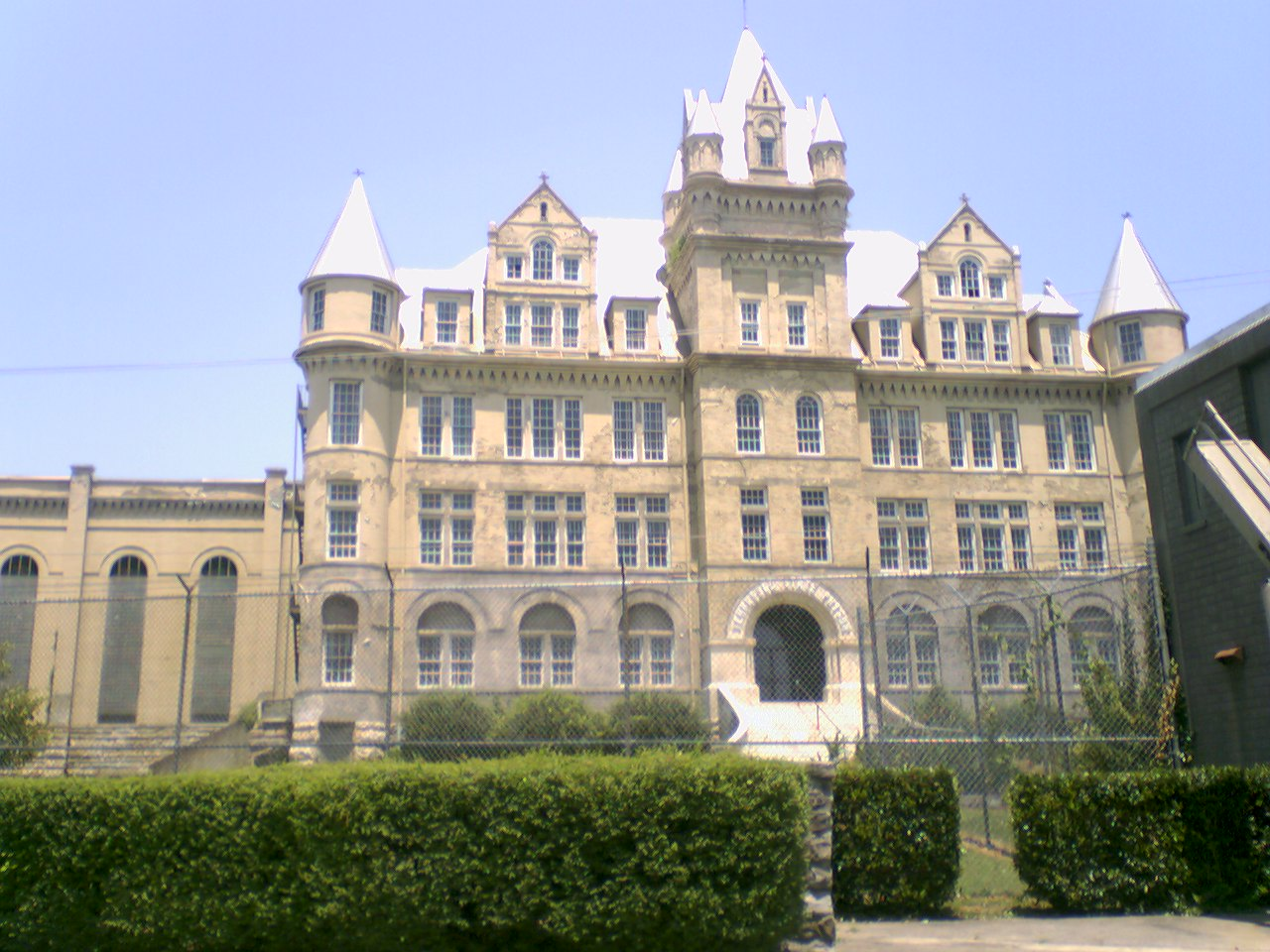
Prédio principal da Prisão Estadual do Tennessee, que serviu como locação para O Castelo.

## Sinopse
O tenente general Eugene R. Irwin (Robert Redford) é condenado a prisão por crime de desobediência a ordens superiores. Irwin é enviado para a Prisão Estadual do Tennessee, onde Coronel Winter (James Gandolfini), o diretor da prisão, administra o local usando de muita violência para com os detentos. Eugene e os seus homens (Delroy Lindo e Mark Ruffalo) decidem forçar a exoneração do director da prisão.

## Elenco
- Robert Redford ... Gen. Eugene R. Irwin
- James Gandolfini... Coronel Winter
- Mark Ruffalo... Yates
- Steve Burton... Cap. Peretz
- Delroy Lindo... General Wheeler
- Paul Calderon... Dellwo
- Samuel Ball... Duffy
- Jeremy Childs... Cutbush
- Clifton Collins Jr.... Cpl. Ramon Aguilar
- George W. Scott... Thumper
- Brian Goodman... Beaupre
- Michael Irby... Enriquez
- Frank Military... Doc Lee Bernard
- Maurice Bullard... Sgt. McLaren
- Nick Kokich... Pvt. Niebolt